# Dominic Tan
Dominic Tan Jun Jin (* 12. März 1997 in Singapur), auch als Dominic Tan bekannt,  ist ein malaysischer Fußballspieler.
Dominic Tan wurde als Sohn malaysischer Eltern aus Penang in Singapur geboren. Da Singapur sein ständiger Wohnsitz war, wurde er an der  National Football Academy ausgebildet.

## Karriere

### Verein
Das Fußballspielen lernte Dominic Tan in der Schulmannschaft der Singapore Sports School. Seinen ersten Vertrag unterschrieb er 2014 bei dem in der FAM League, der Dritten Liga Malaysias, spielenden Harimau Muda C. Nach 30 Spielen für den Club wechselte er 2016 nach Johor Bahru zu Johor Darul Ta’zim FC. Hier spielte er 2016 für die Zweite Mannschaft, die in der Zweiten Liga, der Malaysia Premier League spielte. 2017 wechselte er in die Erste Mannschaft des Vereins. Die Erste Mannschaft spielte in der Malaysia Super League. 2018 wurde er für sechs Monate nach Portugal ausgeliehen, wo er ein Spiel für den Drittligisten Vilaverdense FC aus Vila Verde absolvierte. Police Tero FC, ein Zweitligist aus Thailand lieh ihn im Juli 2019 für die Rückrunde aus. Mit Police Tero schloss er die Saison 2019 als Vizemeister der Thai League 2 ab und stieg somit in die Erste Liga, die Thai League, auf. Anschließend verpflichtete ihn der Verein fest und er spielte dort bis Dezember 2021, ehe Tan sich Sabah FA in seiner Heimat Malaysia anschloss.

### Nationalmannschaft
Dominic Tan spielt seit 2019 für die Nationalmannschaft von Malaysia. Sein Länderspieldebüt gab er am 2. Juni 2019 in einem Freundschaftsspiel gegen Nepal im Nationalstadion Bukit Jalil in Bukit Jalil.

## Erfolge
Johor Darul Ta’zim FC
- Malaysischer Meister: 2016, 2017
- Malaysia Cup-Sieger: 2017

Police Tero FC
- Thailändischer Zweitligavizemeister: 2019